# Критична точка (филм)
Вижте пояснителната страница за други значения на Критична точка.
„Критична точка“ (на английски: Point Break) е американски филм от 2015 година, екшън – трилър на режисьора Ериксън Кор по сценарий на Кърт Уимър.
Филмът е римейк на „Точка на пречупване“ („Point Break“, 1991) на Катрин Бигълоу. В центъра на сюжета е разследването на група екстремни спортисти, които използват специалните си умения за извършването на сложни престъпления. Главните роли се изпълняват от Едгар Рамирес, Люк Брейси, Тереза Палмър, Делрой Линдо, Рей Уинстън.